# Tehov (Kelet-prágai járás)
Tehov település Csehországban, a Kelet-prágai járásban. Tehov Říčany, Světice, Klokočná, Svojetice, Tehovec és Všestary településekkel határos. Lakosainak száma 1165 fő (2024. január 1.).

## Népesség
A település lakosságának változását az alábbi diagram mutatja:
| Lakosok száma | 476  | 468  | 438  | 379  | 319  | 363  | 933  | 994  | 1055 | 1165 |
|               | 1869 | 1890 | 1921 | 1950 | 1980 | 2001 | 2017 | 2019 | 2022 | 2024 |